# El Papayo, Copala
El Papayo är en ort i Mexiko.   Den ligger i kommunen Copala och delstaten Guerrero, i den södra delen av landet, 300 km söder om huvudstaden Mexico City. El Papayo ligger 19 meter över havet och antalet invånare är 188.
Terrängen runt El Papayo är platt. Havet är nära El Papayo åt sydväst. Runt El Papayo är det ganska tätbefolkat, med 54 invånare per kvadratkilometer. Närmaste större samhälle är Copala, 6,3 km nordväst om El Papayo. Omgivningarna runt El Papayo är en mosaik av jordbruksmark och naturlig växtlighet.